# Primula alpicola
Primula alpicola (W.W.Sm.) Stapf es una especie de planta de la familia de las primuláceas.

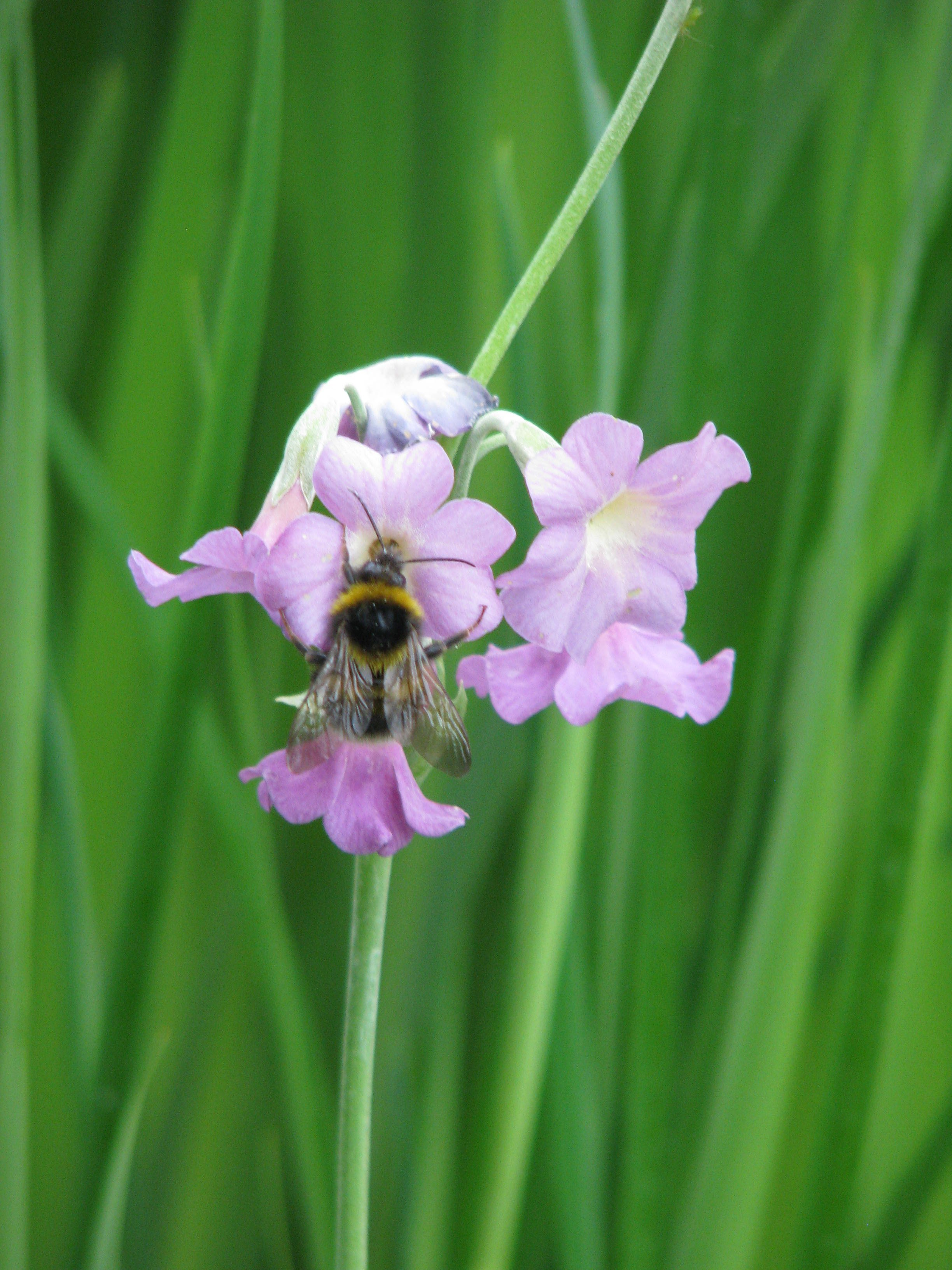
Detalle de la flor

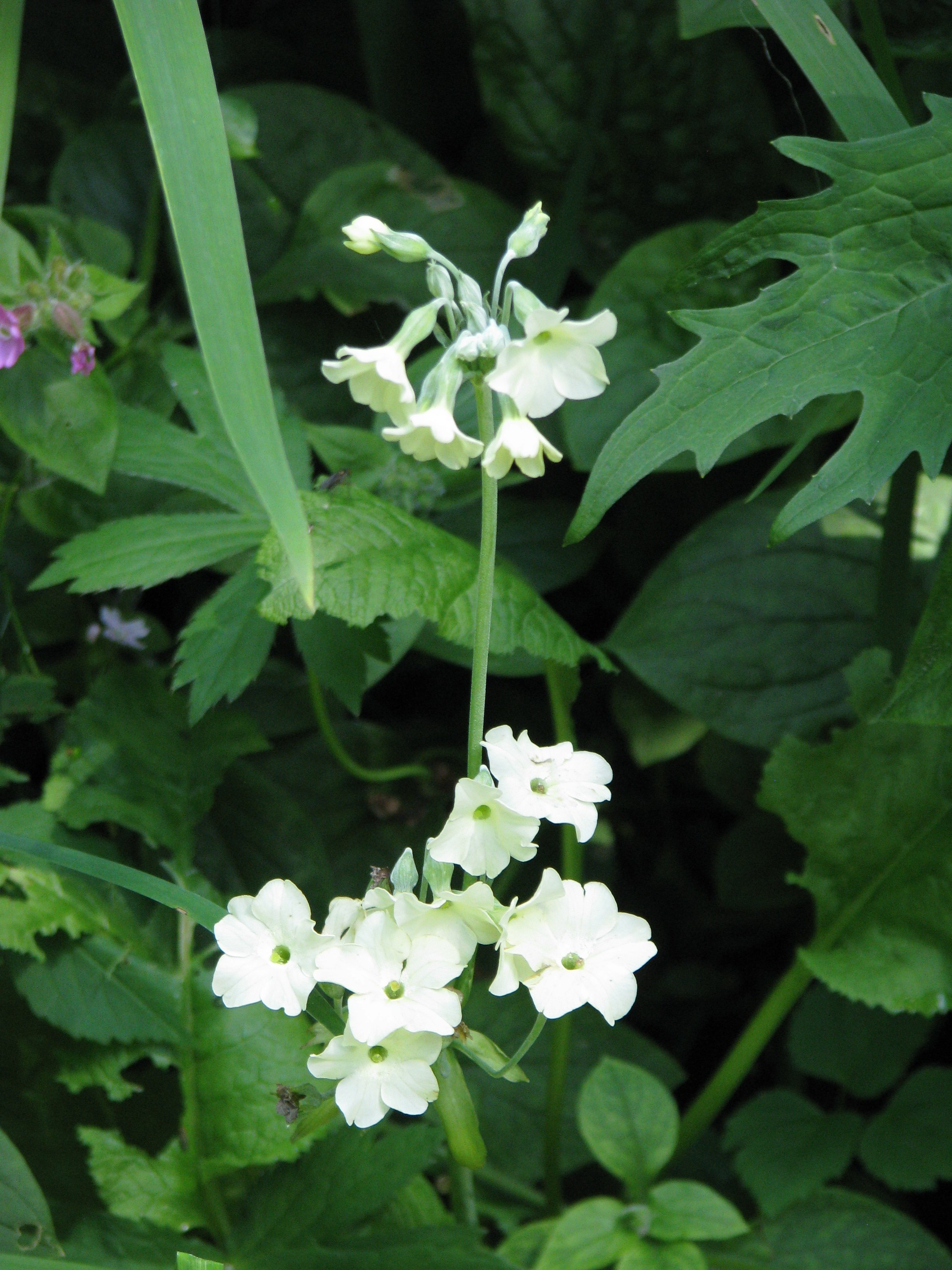
Vista de la planta

## Distribución geográfica
Es una especie de Primula nativa del sureste del Tíbet, donde crece en gran número a lo largo del valle de Yarlung Tsangpo junto a Primula florindae. Sus hábitats casi nunca se superponen; P. florindae prefiere suelos húmedos cerca de los ríos, dando paso a P. alpicola en sitios secos.

## Descripción
Alcanza los 15-50 cm (raramente a 1 m) de altura, con muchas flores acampanadas. Las flores pueden ser de varios colores, blanco, crema, amarillo y tonos de morado. Así se denominan a veces las variedades, como la var. violácea. 
Esta planta es resistente en la mayor parte del Reino Unido y está disponible por especialistas y grandes centros de jardinería.

## Taxonomía
En primer lugar, se recogieron en 1926 por Frank Kingdon-Ward, y fue descrito como una variedad de Primula microdonta por William Wright Smith, pero más tarde fue aumentada a especie diferente por Otto Stapf.
Primula alpicola fue descrita por (W.W.Sm.) Stapf y publicado en Botanical Magazine 155: , pl. 9276. 1932.
Etimología
Ver: Primula
alpicola: epíteto latíno que significa "que crece en las montañas".
Sinonimia
- Primula microdonta var. alpicola W. W. Smith, basónimo
- Primula alpicola subsp. luna Stapf;
- Primula alpicola subsp. violacea Stapf;
- Primula alpicola var. alba W. W. Smith.[3][4]